# Воронцов, Георгий Васильевич
Георгий Васильевич Воронцов (1926—2016) — инженер-строитель, доктор технических наук (1966), профессор (1969))
.

## Биография
Родился 23 августа 1926 года в семье военнослужащего в Одессе. Там же жил и учился до 1941 года, после начала Великой Отечественной войны с матерью эвакуировался в район Невинномысска, затем в Кисловодск..
С отличием оканчил среднюю школу и осенью 1943 года поступил в Новочеркасский политехнический институт на строительный факультет. Сталинский стипендиат. В 1948 году окончил с красным дипломом институт, где был оставлен для преподавательской деятельности. Начинал в должности ассистента кафедры «Сопротивление материалов и строительная механика», затем - старший преподаватель. В 1953 году защитил кандидатскую диссертацию на тему «О некоторых общих теоремах теории устойчивости и свободных колебаний упругих систем». 
С 1954 года доцент, с 1966 года — профессор кафедры «Сопротивление материалов, строительная и прикладная механика», в 1969 году — декан строительного факультета Новочеркасского политехнического института, затем с 1972 года после объединения кафедр строительной механики и сопротивления материалов заведующий этой объединённой кафедрой. 
В 1966 году защитил докторскую диссертацию на тему «Численное решение задач строительной механики с помощью матричного смешанного метода (прочность, устойчивость и колебания арок, стержней, длинных цилиндрических оболочек и плоских рам)», в 1969 году присвоено учёное звание — профессор.
Автор более 350 научных и методических работ, среди которых монографии: «Методы оптимизации параметров, оценивания и управления переменными состояниями конструкций из упругих, упругопластических и вязкоупругих материалов» (соавт. С. И. Евтушенко, И. А. Петров; 2009), «Оптимальное оценивание и управление состояниями, оптимизация параметров строительных сооружений» (2010), учебные пособия: «Численное решение задач строительной механики по матричному смешанному методу» (1962), «Современные методы расчёта пространственных конструкций» (1978), «Основы динамики сооружений» (1975), «Современные методы расчёта упругих систем на свободные и вынужденные колебания» (1980), «Сопротивление материалов» (1994), научные статьи в центральных отраслевых и академических журналах. Подготовил 16 кандидатов наук и одного доктора наук.
Награждён медалью «В ознаменование 100-летия со дня рождения Владимира Ильича Ленина», знаками отличника высшей школы, а также и медалью ВДНХ.
Умер 3 апреля 2016 года.

## Семья
Отец — Василий Николаевич Воронцов, коммунист, полковник, участник Гражданской и Великой Отечественной войн. Умер в 1975 году. Мать — Александра Павловна Воронцова (Гридасова), работала учителем, затем в органах социального обеспечения.